# Élections parlementaires roumaines de 2016
Les élections parlementaires roumaines de 2016 se tiennent le 11 décembre 2016 afin d'élire la huitième législature du Parlement roumain.

## Contexte
|  |

Victor Ponta, membre du Parti social-démocrate (PSD), devient Premier ministre le 7 mai 2012. Lors des élections parlementaires de décembre 2012, l'Union sociale-libérale (USL), qui regroupe le PSD, le Parti national libéral (PNL), l'Union nationale pour le progrès de la Roumanie (UNPR) et le Parti conservateur (PC), remporte une large victoire. Mais, en février 2014, le PNL quitte la coalition, ce qui met en minorité le gouvernement Ponta. Celui-ci réussit à reconstituer un gouvernement avec une coalition nommée « Union sociale-démocrate », composée du PSD, du PC, de l'UNPR et soutenue par l'Union démocrate magyare de Roumanie (UDMR/RMDSZ).
Les relations de Victor Ponta sont houleuses avec le président Traian Băsescu, mais également avec l'Union européenne, qui lui reproche notamment ses réformes judiciaires, qui menaceraient l'État de droit. Au second tour de l'élection présidentielle de 2014, le candidat du centre-droit, Klaus Iohannis, l'emporte à la surprise générale face à Victor Ponta.
Le 5 juin 2015, la Direction nationale anticorruption lance une procédure pénale contre Victor Ponta, qui est notamment soupçonné de corruption, d'évasion fiscale, de complicité de blanchiment d'argent, de conflit d'intérêts. Le président Klaus Iohannis dit redouter une crise politique et appelle à la démission du Premier ministre. Celui-ci refuse mais démissionne, le 12 juillet 2015, de la présidence du PSD, qu'il occupait depuis 2010. Ponta démissionne finalement de son poste de Premier ministre le 4 novembre 2015, après des manifestations de grande ampleur en réaction à l'incendie d'une discothèque de Bucarest.
L'économiste et ancien commissaire européen Dacian Cioloș lui succède et forme un gouvernement technique.

## Mode de scrutin
Le mode de scrutin pour l'élection des députés et des sénateurs a été modifié en 2015. La nouvelle loi électorale, promulguée le 20 juillet 2015 par le président Klaus Iohannis, accorde un député pour 73 000 habitants et un sénateur pour 168 000 habitants. Par conséquent, 308 députés et 135 sénateurs sont à élire, auxquels s'ajoutent les 18 députés représentant les minorités nationales et les quatre députés et les deux sénateurs représentants la diaspora. Néanmoins en novembre 2016, le représentant de la minorité tatare voit sa candidature rejetée par le Bureau électoral central.
La nouvelle loi électorale marque le retour à un scrutin proportionnel plurinominal dans le cadre des județe tant pour le Sénat que pour la Chambre des députés.
Les partis doivent dépasser le seuil électoral de 5 % des suffrages exprimés pour obtenir une représentation parlementaire, alors que les alliances électorales doivent atteindre 8 à 10 % de ces suffrages. Pour la première fois, les Roumains vivant à l'étranger peuvent voter par correspondance, afin d'éviter les difficultés d'organisation de vote ayant eu lieu lors de l'élection présidentielle de 2014.

## Principaux partis politiques
| Partis et coalitions | Partis et coalitions                             | Présidents                                | Sièges en 2012 | Sièges en 2012 | Remarques                                           |
| Partis et coalitions | Partis et coalitions                             | Présidents                                | Députés        | Sénateurs      | Remarques                                           |
| -------------------- | ------------------------------------------------ | ----------------------------------------- | -------------- | -------------- | --------------------------------------------------- |
|                      | Parti social-démocrate (PSD)                     | Liviu Dragnea                             | 150            | 59             |                                                     |
|                      | Parti national libéral (PNL)                     | Alina Gorghiu Vasile Blaga                | 102+52         | 51+22          | A absorbé le PDL en 2014.                           |
|                      | Union démocrate magyare de Roumanie (UDMR/RMDSZ) | Hunor Kelemen                             | 18             | 9              |                                                     |
|                      | Alliance des libéraux et démocrates (ALDE)       | Călin Popescu-Tăriceanu Daniel Constantin | nouveau        | nouveau        | Fusion du PC et du PLR (scission du PNL en 2014).   |
|                      | Parti Roumanie unie (PRU)                        | Bogdan Diaconu                            | nouveau        | nouveau        |                                                     |
|                      | Parti Mouvement populaire (PMP)                  | Traian Băsescu                            | nouveau        | nouveau        | Scission du PDL en 2013. Il absorbe l'UNPR en 2016. |
|                      | Union sauvez la Roumanie (USR)                   | Nicușor Dan                               | nouveau        | nouveau        |                                                     |

## Sondages
| Institut                  | Date                        | Échantillon | PNL  | PSD      | PLR  | UDMR | PRM | PMP | M10 | PNȚCD | PP-DD | Autres |
| ------------------------- | --------------------------- | ----------- | ---- | -------- | ---- | ---- | --- | --- | --- | ----- | ----- | ------ |
| Institut                  | Date                        | Échantillon |      |          |      |      |     |     |     |       |       |        |
| INSCOP                    | 1-6 juillet 2014            | 1 055       | 29,8 | 43,5     | –    | 5,4  | 3,3 | 7   | –   | 1,2   | 2,8   | –      |
| INSCOP                    | 30 août-4 septembre 2014    | 1 058       | 31,5 | 42,6     | 4,4  | 5,8  | 3,3 | 7,1 | –   | 0,8   | 3,4   | –      |
| INSCOP                    | 27 novembre-2 décembre 2014 | 1 076       | 41,7 | 38,8     | 3,3  | 5,1  | 1,2 | 5,6 | –   | 0,6   | 2,3   | –      |
| CSOP                      | 13-18 décembre 2014         | 1 044       | 47   | 34       | –    | 6    | 3   | 3   | –   | –     | 2     | –      |
| CSOP                      | 27 janvier-4 février 2015   | 1 036       | 49   | 32       | –    | 6    | 2   | 3   | –   | –     | 2     | –      |
| INSCOP                    | 5-10 février 2015           | 1 065       | 44,2 | 37,4     | 3,3  | 5    | 1,1 | 4   | –   | 0,9   | 1,4   | –      |
| Avangarde                 | 18-26 février 2015          | 900         | 40   | 37       | 5    | 5    | 4   | 3   | –   | –     | 3     | –      |
| CSOP                      | 3-10 mars 2015              | 1 007       | 49   | 31       | –    | 7    | 2   | 2   | –   | –     | 2     | –      |
| CSCI                      | 24-28 mars 2015             | 1 073       | 39   | 37       | 6    | 5    | –   | 2   | 3   | –     | 2     | –      |
| ARP                       | 30 mars-3 avril 2015        | 1 100       | 44   | 34       | 3    | 5    | 2,5 | 2,5 | –   | 1     | 2     | –      |
| CSCI                      | 20-24 avril 2015            | 1 090       | 42   | 39       | 5    | 4    | –   | 1   | 3   | –     | 1     | –      |
| Avangarde                 | 21-29 avril 2015            | 950         | 43   | 40       | 5    | 4    | 1   | 2   | 2   | –     | 1     | –      |
| INSCOP                    | 23-30 avril 2015            | 1 085       | 44,7 | 39,1     | 2,2  | 5,2  | 2   | 2,8 | –   | 1     | 1     | –      |
|                           |                             |             |      |          |      |      |     |     |     |       |       |        |
| Institut                  | Date                        | Échantillon | PNL  | PSD-UNPR | ALDE | UDMR | PRM | PMP | M10 | PNȚCD | PRU   | Autres |
| Institut                  | Date                        | Échantillon |      |          |      |      |     |     |     |       |       |        |
| CIADO                     | 20-25 juin 2015             | 1 050       | 36,6 | 38,6     | 8,8  | –    | –   | –   | –   | –     | –     | 15,8   |
| INSCOP                    | 9-14 juillet 2015           | 1 075       | 44,5 | 37,1     | 3    | 5,1  | 2,2 | 2,4 | 2,3 | 1,2   | –     | 2,3    |
| CSCI                      | 10-17 juillet 2015          | 1 021       | 41   | 37+2     | 3    | 5    | –   | 3   | 5   | –     | 3     | 1      |
| INSCOP                    | 10-15 septembre 2015        | 1 085       | 42   | 35+5,1   | 2,6  | 5    | 1,3 | 2,5 | 2   | 1     | 1     | 2,5    |
| CSICI                     | 2-4 novembre 2015           | 1 071       | 35   | 39+2     | 5    | 4    | –   | 5   | 5   | –     | 3     | 2      |
| INSCOP                    | 21-28 mars 2016             | 1 068       | 37,2 | 39,2     | 5,3  | 5    | 1   | 5,1 | 2,2 | 0,4   | 1,2   | 1,6    |
| Institut                  | Date                        | Échantillon | PNL  | PSD      | ALDE | UDMR | PRM | PMP | M10 | USR   | PRU   | Autres |
| Institut                  | Date                        | Échantillon |      |          |      |      |     |     |     |       |       |        |
| Ciado                     | 1er-12 août 2016            | 1 357       | 32,3 | 35,76    | 8,2  | 5,1  | –   | 7,6 | –   | 8,1   | –     | 2,9    |
| Kantar TNS                | 14-23 septembre 2016        | 1 000       | 25   | 45       | 7    | 5    | –   | 4   | –   | 8     | 3     | 1      |
| Agenția de Rating Politic | 17-24 septembre 2016        | 1 170       | 30   | 38       | 5    | 5    | 3   | 4   | –   | 9     | –     | 5,5    |
| Kantar TNS                | 14-23 septembre 2016        | 1 000       | 25   | 45       | 7    | 5    | –   | 4   | –   | 10    | 3     | 1      |
| Ciado                     | 6-30 octobre 2016           | 4 500       | 29,3 | 44,6     | 6,5  | 5,2  | –   | 4,9 | –   | 5,7   | 2,5   | 1,3    |
| CCSB                      | 1er-7 novembre 2016         | 1 261       | 27,2 | 40,2     | 5,2  | 5,4  | –   | 5   | –   | 11    | 4,2   | 1,8    |
| Kantar TNS                | 11-21 novembre 2016         | 1 003       | 18   | 40       | 7    | 3    | –   | 7   | –   | 19    | 3     | 3      |
| IRES                      | 6-7 décembre 2016           | 1 100       | 23   | 44       | 6    | 5    | –   | 6   | –   | 7     | 4     | 5      |

## Résultats

### Chambre des députés
|                           |                                            |            |       |      |        |               |  |  |  |
| Parti                     | Parti                                      | Voix       | %     | +/-  | Sièges | +/-           |  |  |  |
|                           | Parti social-démocrate (PSD)               | 3 204 864  | 45,48 | N/A  | 154    | 5             |  |  |  |
|                           | Parti national libéral (PNL)               | 1 412 377  | 20,04 | N/A  | 69     | 32            |  |  |  |
|                           | Union sauvez la Roumanie (USR)             | 625 154    | 8,87  | Nv.  | 30     | 30            |  |  |  |
|                           | Union démocrate magyare de Roumanie (UDMR) | 435 969    | 6,19  | 1,05 | 21     | 3             |  |  |  |
|                           | Alliance des libéraux et démocrates (ALDE) | 396 386    | 5,62  | Nv.  | 20     | 20            |  |  |  |
|                           | Parti Mouvement populaire (PMP)            | 376 891    | 5,35  | Nv.  | 18     | 18            |  |  |  |
|                           | Parti Roumanie unie (PRU)                  | 196 397    | 2,79  | Nv.  | 0      | en stagnation |  |  |  |
|                           | Parti de la Grande Roumanie (PRM)          | 73 264     | 1,04  | 0,21 | 0      | en stagnation |  |  |  |
|                           | Parti écologiste roumain (PER)             | 62 414     | 0,89  | 0,10 | 0      | en stagnation |  |  |  |
|                           | Alliance notre Roumanie (ANR)              | 61 206     | 0,87  | Nv.  | 0      | en stagnation |  |  |  |
|                           | Parti socialiste roumain (PSR)             | 24 580     | 0,35  | 0,32 | 0      | en stagnation |  |  |  |
|                           | Partis des minorités ethniques de Roumanie | 96 627     | 1,37  | 1,99 | 17     | 1             |  |  |  |
|                           | Autres partis                              | 7 090      | 0,10  | –    | 0      | –             |  |  |  |
|                           | Indépendants                               | 76 764     | 1,09  | 0,92 | 0      | en stagnation |  |  |  |
|                           |                                            |            |       |      |        |               |  |  |  |
| Suffrages exprimés        | Suffrages exprimés                         | 7 047 384  | 97,05 |      |        |               |  |  |  |
| Votes blancs et invalides | Votes blancs et invalides                  | 213 916    | 2,95  |      |        |               |  |  |  |
| Total                     | Total                                      | 7 261 300  | 100   | –    | 329    | 83            |  |  |  |
| Abstentions               | Abstentions                                | 11 141 744 | 60,54 |      |        |               |  |  |  |
| Inscrits/Participation    | Inscrits/Participation                     | 18 403 044 | 39,46 |      |        |               |  |  |  |

### Sénat
|                           |                                            |            |       |      |        |               |  |  |  |
| Partis                    | Partis                                     | Voix       | %     | +/-  | Sièges | +/-           |  |  |  |
|                           | Parti social-démocrate (PSD)               | 3 221 786  | 45,68 | N/A  | 67     | 8             |  |  |  |
|                           | Parti national libéral (PNL)               | 1 440 193  | 20,42 | N/A  | 30     | 20            |  |  |  |
|                           | Union sauvez la Roumanie (USR)             | 629 375    | 8,92  | Nv.  | 13     | 13            |  |  |  |
|                           | Union démocrate magyare de Roumanie (UDMR) | 440 409    | 6,24  | 1,00 | 9      | en stagnation |  |  |  |
|                           | Alliance des libéraux et démocrates (ALDE) | 423 728    | 6,01  | Nv.  | 9      | 9             |  |  |  |
|                           | Parti Mouvement populaire (PMP)            | 398 791    | 5,65  | Nv.  | 8      | 8             |  |  |  |
|                           | Parti Roumanie unie (PRU)                  | 207 977    | 2,95  | Nv.  | 0      | en stagnation |  |  |  |
|                           | Parti de la Grande Roumanie (PRM)          | 83 568     | 1,18  | 0,29 | 0      | en stagnation |  |  |  |
|                           | Parti écologiste roumain (PER)             | 77 218     | 1,09  | 0,30 | 0      | en stagnation |  |  |  |
|                           | Alliance notre Roumanie (ANR)              | 66 774     | 0,95  | Nv.  | 0      | en stagnation |  |  |  |
|                           | Parti socialiste roumain (PSR)             | 32 808     | 0,47  | 0,44 | 0      | en stagnation |  |  |  |
|                           | Autres partis                              | 8 944      | 0,13  | –    | 0      | –             |  |  |  |
|                           | Indépendants                               | 21 395     | 0,30  | 0,12 | 0      | en stagnation |  |  |  |
|                           |                                            |            |       |      |        |               |  |  |  |
| Suffrages exprimés        | Suffrages exprimés                         | 7 052 966  | 97,16 |      |        |               |  |  |  |
| Votes blancs et invalides | Votes blancs et invalides                  | 205 973    | 2,84  |      |        |               |  |  |  |
| Total                     | Total                                      | 7 258 939  | 100   | –    | 136    | 40            |  |  |  |
| Abstentions               | Abstentions                                | 11 144 105 | 60,56 |      |        |               |  |  |  |
| Inscrits/Participation    | Inscrits/Participation                     | 18 403 044 | 39,44 |      |        |               |  |  |  |

## Conséquences
|  |

Le 20 décembre 2016, le PSD et l'ALDE signent un accord créant le « gouvernement de coalition pour le développement et la démocratie ». Les deux formations s'engagent alors à soutenir le même candidat au poste de Premier ministre et le PSD indique chercher un accord de collaboration avec l'UDMR pour renforcer sa majorité parlementaire. Dès le lendemain, Liviu Dragnea est élu président de la Chambre des députés tandis que Călin Popescu-Tăriceanu est réélu président du Sénat. Le même jour, le PSD et l'ALDE indiquent au président Klaus Iohannis qu'ils proposent le nom de l'ancienne ministre du Développement régional Sevil Shhaideh pour exercer les fonctions de Première ministre ; elle serait alors la première femme et la première personne de confession musulmane à occuper cette responsabilité.
Une semaine plus tard Klaus Iohannis refuse de nommer Sevil Shhaideh déclarant avoir « bien analysé les arguments pour et contre et [avoir] décidé de ne pas accepter cette proposition ». Bien que le président n'aie pas justifié son refus, les liens de l'époux de Sevil Shhaideh, ressortissant syrien naturalisé roumain, avec le régime de Bachar el-Assad sont évoqués par la presse, ainsi que le fait que Sevil Shhaideh ne serait que la « femme de paille » de Liviu Dragnea. Le 30 décembre, Klaus Iohannis nomme Sorin Grindeanu, seconde proposition des  sociaux-démocrates, au poste de Premier ministre. Le 3 janvier 2017, Liviu Dragnea annonce la composition du nouveau gouvernement, qui remporte le vote de confiance au Parlement le lendemain.